# Zbigniew Zieliński (1918–2003)
Zbigniew Zieliński (ur. 4 lipca 1918 w Jarosławiu, zm. 16 maja 2003 w Krakowie) – polski naukowiec, założyciel jarosławskiej Fundacji Pomocy Edukacyjnej dla Młodzieży im. Tadeusza i Heleny Zielińskich.

## Życiorys
Urodził się jako syn Tadeusza i Heleny Zielińskich. Naukę rozpoczął w Szkole Podstawowej im. Stanisława Konarskiego w Jarosławiu. Ze szkoły powszechnej przeszedł do II gimnazjum im. Augusta Witkowskiego.
W pierwszych dniach września zgłosił się jako ochotnik do 24 pułku artylerii lekkiej w Jarosławiu i został wcielony jako kanonier. Brał udział w walkach nad Dunajcem a później w akcjach w czasie odwrotu przez Jarosław, Rawę Ruską i Tarnopol. Po dostaniu i ucieczce z niewoli sowieckiej powrócił do Jarosławia. We wrześniu 1940 roku rozpoczął naukę w Państwowej Szkole Budowlanej w Jarosławiu, którą ukończył w czerwcu 1942 ze świadectwem technika budowlanego. Według akt AGH w dniu 11 czerwca 1943 roku złożył w trybie tajnym maturę liceum ogólnokształcącego typu humanistycznego. W sierpniu 1943 roku został zatrudniony jako technik budowlany w biurze budowlanym Kolei Wschodniej w Jarosławiu, gdzie pracował do wyzwolenia Jarosławia spod niemieckiej okupacji. Równolegle do pracy zarobkowej podjął działalność konspiracyjną. W 1941 roku przystąpił do ZWZ przyjmując pseudonim Olsztyna, a w roku 1942 był już żołnierzem Armii Krajowej. Brał udział w działalności wywiadowczej i akcjach sabotażowych. W roku 1943 ukończył konspiracyjną Szkołę Podchorążych. Zakończył działalność w Armii Krajowej w stopniu podporucznika. Dowództwo AK odznaczyło go Krzyżem Walecznych oraz Srebrnym Krzyżem Zasługi z Mieczami.
Po półrocznym pobycie w Poznańskiem przybył do Krakowa i w maju 1945 rozpoczął studia na Wydziale Komunikacji (specjalność lotnicza), należącym do Wydziałów Politechnicznych Akademii Górniczej. Studia te zakończył w 1950 roku i uzyskał dyplom magistra inżyniera mechanika.
W dniu 1 listopada 1950 podjął pracę na Wydziale Mechanizacji Górnictwa i Hutnictwa AGH w Krakowie w charakterze młodszego asystenta w Katedrze Wytrzymałości Materiałów. Później przechodzi na stanowisko asystenta a następnie adiunkta. Pod kierunkiem prof. Stefana Ziemby uzyskał 20 maja 1960 tytuł doktora nauk technicznych. W lutym 1964 roku odszedł z AGJH na własną prośbę. W dniu 1 kwietnia 1964 został pracownikiem naukowym w Instytucie Odlewnictwa w Krakowie, w Zakładzie Wytrzymałości Materiałów. Zajmował tam stanowisko adiunkta, kierownika pracowni, a następnie w 1966 roku docenta. W tymże roku na podstawie rozprawy habilitacyjnej uzyskał na Politechnice Krakowskiej stopień docenta habilitowanego. Odszedł z Instytutu w końcu kwietnia 1969 roku.
W roku 1969 wyjechał do Wielkiej Brytanii. Około roku pracował jako pracownik naukowy w firmie Jabcok & Willcox w Glasgow. Tam też uczył się języka angielskiego. Następnie udał się do Afryki Południowej, gdzie objął stanowisko kierownika laboratorium w Johannesburgu. Laboratorium to pracuje dla kopalni diamentów. Po przejściu na emeryturę przez jakiś czas działał jako asystent maklera następnie przeprowadził się do Kanady. Do Polski powrócił w 1992 roku. W 1992 roku założył w Jarosławiu fundację imienia swoich rodziców. Fundacja Pomocy Edukacyjnej dla Młodzieży im. Heleny i Tadeusza Zielińskich w Jarosławiu utrzymuje się z prowadzonej stacji benzynowej.
Zmarł nagle 16 maja 2003 roku w Krakowie. Pochowany został na starym cmentarzu w Jarosławiu.